# جغرافية العمران

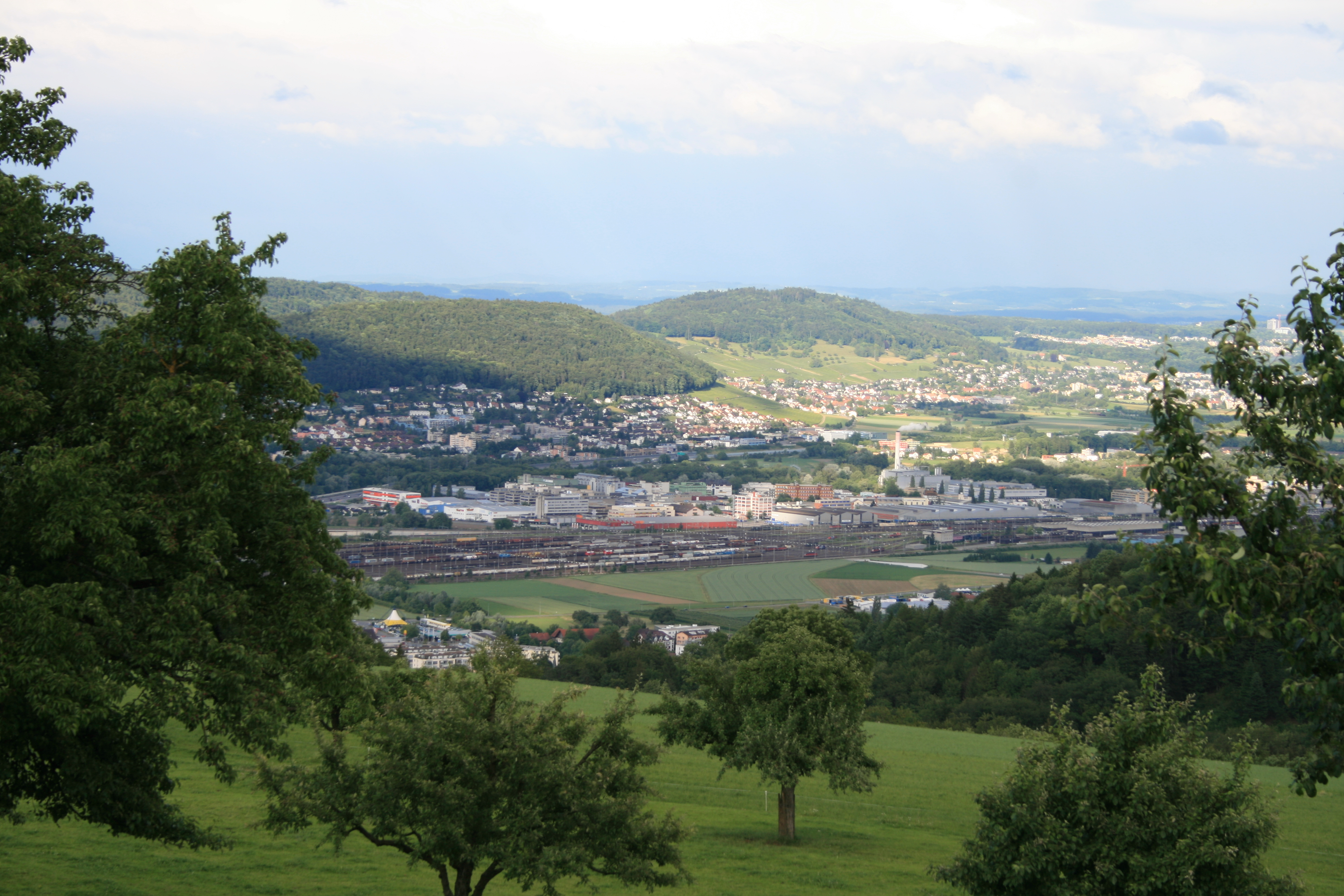
وادي ليمات السويسري، بنية مستوطنة شبه حضرية.

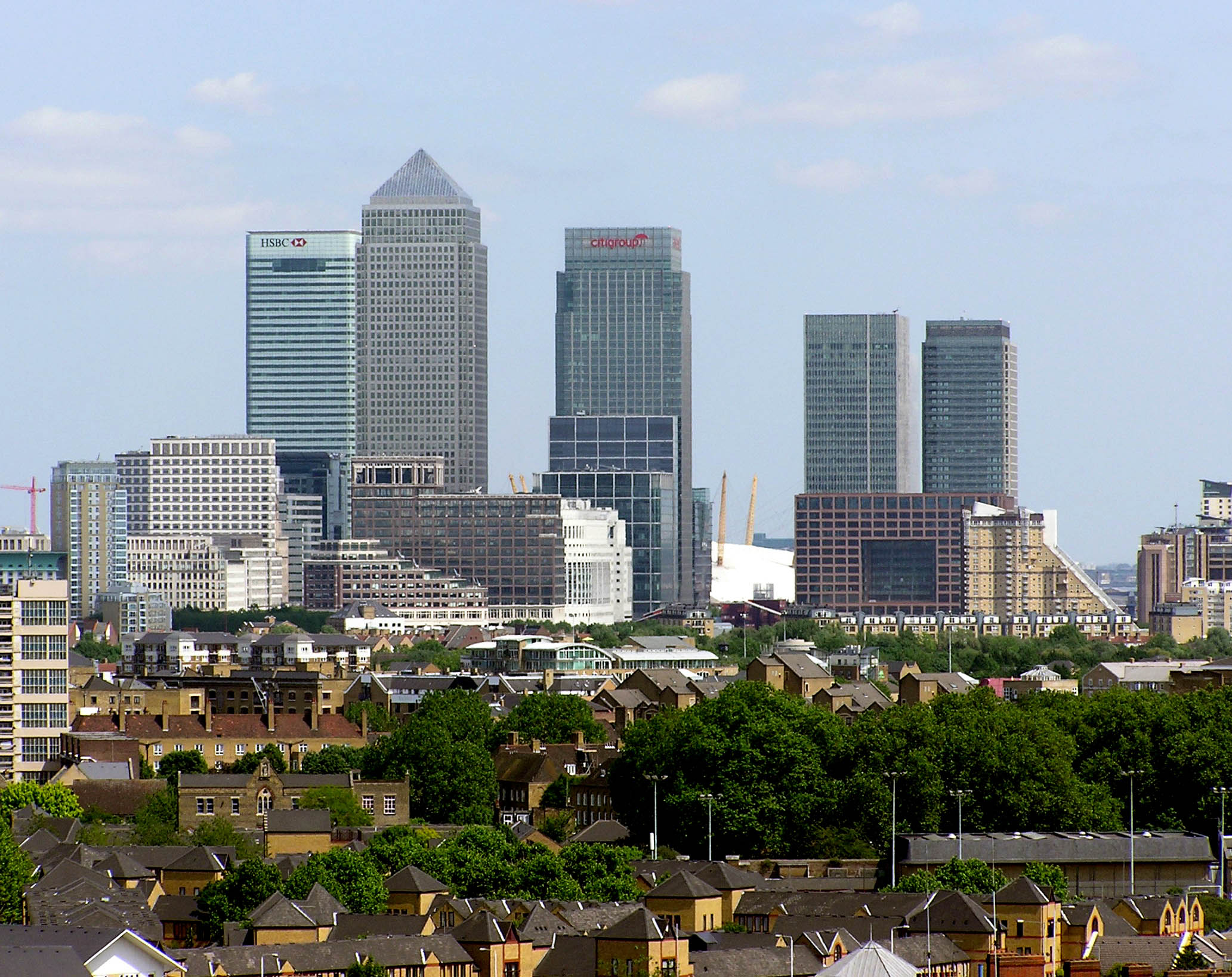
مدينة لندن

تعد جغرافية العمران فرعًا من فروع علم الجغرافيا يبحث في المنطقة التي استوطنها البشر على سطح الأرض. طبقًا لإعلان فانكوفر بشأن المستوطنات البشرية بالأمم المتحدة (1976) فإن «المقصود بالمستوطنات البشرية هو شمولية المجتمع البشري - سواء كان مدينة أو قرية - بكل مقوماته المادية والتنظيمية والروحية والثقافية التي تقوم بتدعيمه». وقد قامت دار نشر جامعة كامبريدج في التسعينيات بنشر بعض الكتب عن جغرافية العمران باللغة الإنجليزية. وبالرغم من ذلك، فقد كان فرعًا تقليديًا وحقيقيًا من فروع الجغرافيا في العديد من البلدان منها ألمانيا، وفرنسا، وإيطاليا، وبولندا.

## العمران
نظرًا لعمليات التمدد العمراني مثل مكافحة التحضر، التوسع شبه الحضري أو عمليات إنشاء ما بعد الحضر في التقسيمة الحالية بين الجغرافية الحضرية والريفية، خصوصًا في المتقدمة وفي الدول الصناعية الجديدة. وتتجسد وجهة النظر هذه بالفعل في العديد من إستراتيجيات التخطيط مثل التخطيط العمراني الموحد. ومن ثم، تعتبر جغرافية العمران التكاملية أن العمران الحضري والعمران الريفي باعتباره استمرارًا يستعيد الآن مكانته المفقودة خلال القرن العشرين. علاوة على ذلك، فقد كانت مستخدمة في عصر ما قبل التاريخ في العصور التاريخية وفي البحوث الجغرافية في الوقت الحالي.

## التعريفات
بالرجوع إلى ستّينيات القرن العشرين (1965)، عرّفت جغرافية العمران على أنها
«وصف وتحليل توزيع المباني التي من خلالها يرتبط البشر بالأرض. كذلك، تشير جغرافية العمران إلى ذلك النوع من الاستيطان الذي يحدد كيفية تشييد المباني من أجل السكن في منطقة ما بشكل دائم أو مؤقت. وهنا يجب إدراك أن تلك المباني تعد تعبيرًا ملموسًا عن علاقة الإنسان بالأرض، وهذا بدوره يفترض أن دراسة جغرافية العمران يمكن أن تكون على أي نطاق، فقد تكون واسعة النطاق أو محددة النطاق. في الدراسات واسعة النطاق، لا توجد قيود على خطط البناء أو التفاصيل المعمارية؛ حيث تكون المباني تمثيلاً لعملية سكن مجموعة من البشر في منطقة تتمتع بتقسيم أراضي موضح على خرائط، وهو ما يجب توجيه الاهتمام إليه في هذا النوع من الجغرافية.»
فيما يتعلق بالتعريف الأخير، يؤكد جوردان (1966) على أن جغرافية العمران لا تقتصر فقط على التحري عن التوزيعات السكانية، لكن يزيد على ذلك استكشاف البنى والعمليات والتفاعلات الحادثة بين المستوطنات والبيئة الموجودة فيها (على سبيل المثال: حالة التربة وعلم تشكل الأرض وحالة الاقتصاد والمجتمع)، والتي نتج عنها تلك المستوطنات. وفي الآونة الأخيرة، تطورت دراسة العمران لدرجة معرفة تأثر البشر بالعالم المادي وعالم البيئة.
وخلاصة القول، تبين جغرافية العمران وتحدد موقع العمران ومادته وشكله وبنيته، وأيضًا الوظائف والعمليات التي قامت بإظهاره عبر الزمان. باعتبار علم جغرافية العمران علمًا تطبيقيًا، فإنه يخطط لتطوير العمران في المستقبل ويساهم في عملية التطوير المستديمة لأنظمة البيئة البشرية.